# Ulf Ryde
Ulf Ryde, född 9 december 1963 i Lund, är en svensk professor i teoretisk kemi.
Ulf Ryde tog kandidatexamen 1986 vid Lunds Universitet och disputerade i biokemi 1991 vid Lunds Universitet med Per-Åke Albertsson som handledare. Som postdoc flyttade han till avdelningen för teoretisk kemi där han arbetade med Björn Roos. Blev docent i teoretisk kemi 1996.
Ryde är sedan 2004 professor vid Lunds Universitet. Han studerar biokemiska system med teoretiska metoder, särskilt på mekanismer för metallenzym, läkemedelsutveckling, kombinerade kvantmekaniska och molekylmekaniska metoder (QM/MM) och kombinationer av kvantkemi och röntgenkristallografi.
Han var rådsforskare i biooorganisk kemi på vetenskapsrådet 2001-2007.
Han är amatörbotaniker med krypbjörnbär som specialitet. Har namngivit sex arter i Sverige, steningebjörnbär, ugglarpbjörnbär, onsalabjörnbär, rydetbjörnbär, buerabjörnbär och söndrumsbjörnbär.